# ダニエル・ブリントン
ダニエル・ギャリソン・ブリントン（英: Daniel Garrison Brinton、1837年5月13日 - 1899年7月31日）は、アメリカ合衆国の人類学者。本業は医者だったが、アメリカの人類学の創始者のひとりと考えられている。

## 経歴
1837年、ペンシルベニア州チェスター郡ソーンベリーの裕福なクエーカーの家に生まれた。1858年、イェール大学を卒業。子供のころから先住民の遺した古物に興味を持っており、1859年にフロリダ半島のインディアンに関する最初の著書を出版した。1861年にジェファーソン医科大学（今のトーマス・ジェファーソン大学）で医学博士の学位を取得した後、1年間ハイデルベルクとパリに遊学した。帰国後、ペンシルベニア州ウェストチェスターで医師として開業した。
1862年に南北戦争の北軍に外科医として従軍し、チャンセラーズヴィルの戦いやゲティスバーグの戦いに参加した。1865年に退役して開業医に戻った。しかし1874年までに実務を離れて、以降は医学雑誌の編集を主な仕事にした。南北戦争後の1866年、ブリントンは北アメリカのマウンドビルダーが先住民であると論じた論文を発表した。
1869年、ブリントンはアメリカ哲学協会(APS)の会員に選ばれた。1884年、フィラデルフィア自然科学アカデミー(ANSP)の民族学・人類学教授に任命された。1886年にはペンシルベニア大学教授に就任した。ブリントンは少なくとも名目上はアメリカ合衆国初の人類学教授であったが、講義はせず、報酬もなかった。1887年、50歳になったのを期に、人類学の研究に専念するために医者をやめている。1890年にアメリカ民俗学協会(AFLS)の会長、1893年にはアメリカ学者国際学会(ICA)の会長、1894年にはアメリカ科学振興協会(AAAS)の会長、1896年にはアメリカ哲学協会副会長をつとめた。1891年にペンシルベニア大学に考古学・古生物学部と附属博物館（今のペンシルベニア大学考古学人類学博物館）が設立され、ブリントンは1892年から1894年まで博物館のアメリカ部門の長であったが、予算が古代オリエントに集中してアメリカをおろそかにしていることに反対して去った。
1899年、62歳で没した。

## 研究内容・業績
- ブリントンはフィールド調査を行わず、書物の上で研究を行った[1][8]。南アメリカからアラスカにいたるアメリカ州の先住民族の神話・民話・民族誌・言語に関する研究を行い、1859年から1899年までの40年間に23冊の著書と200本を越える論文を公刊した[1]。
- もっとも重要な貢献は宗教・神話の分野であり、彼の「アメリカ先住民文学ライブラリー」(Library of Aboriginal American Literature)シリーズのために先住民の神話や民話を収集し、翻訳して注釈を加えた。このシリーズには『チラム・バラムの書』の抜粋による『マヤ年代記』(1882)、『カクチケル年代記』の翻訳(1885)などが含まれる[9]。ブリントンの興味の中心は北アメリカよりも高い文化と文献を持っていたメキシコと中央アメリカであった。
- シャルル・エティエンヌ・ブラッスール・ド・ブールブール、アルフォンス・ピナール、ヘンリー・C・マーフィー、カール・ヘルマン・ベレントらのコレクションを購入し、購入できないものは筆写した[10]。

### 『アメリカの人種』
1891年の『アメリカの人種』はブリントンの主著であり、南北アメリカの先住民の言語の分類を行った。ブリントンの分類は、ほぼ同時期に出版されたジョン・ウェスリー・パウエルによる分類と並んで最初の包括的なアメリカ先住民の言語の分類であり、後世への影響が大きかった。ブリントンの分類はパウエルより遥かに劣っていたが、中央アメリカや南アメリカをも含んでいる所に長所があった。ブリントンはユト・アステカ語族をひとつにまとめたが、パウエルはブリントンの説を却下した。しかし後にエドワード・サピアが後に厳密な比較言語学の方法によってユト・アステカ語族がひとつにまとめられることを実証してみせた。  The American Race: A Linguistic Classification and Ethnographic Description of the Native Tribes of North and South America. Philadelphia: David McKay. (1891)

## 評価
- ベーカーによると、ブリントンは社会進化論の信奉者であり、アメリカの先住民は人種としてオーストラリア先住民、ポリネシア人、アフリカ人より優れるが、アジア人に劣ると考えていた[13]。フィラデルフィア自然科学アカデミーでの講義をもとにした一般向けの著書『人種と民族』(Race and Peoples 1890)、『アメリカの人種』(The American Race 1891)はブリントンの代表的な著作だが、人種と民族の階層を分類することに主眼が置かれ、ヨーロッパの白人が最上層、アフリカの黒人が最下層にあると主張した。ブリントンは当時の通説に反対して白人のアフリカ北部起源説を唱えた。また黒人はサルに近い点が見られるとした[14]。
- ブリントンはヴィルヘルム・フォン・フンボルトおよびデュポンソー (Peter Stephen Du Ponceau) 思想のアメリカにおける唱導者であり、アメリカインディアンの言語に関する1822年のフンボルトの論文を1885年に翻訳している。しかし言語学の方法論的には折衷的だった[15]。
- ブリントンはまた晩年政治的に急進的になり、社会主義や無政府共産主義に近づいたらしいが、それに関する著書は存在しない[16]。
- ブリントンは19世紀末のアメリカの人類学の成立に重要な役割を果たし、人類学を素人の道楽から科学的研究に変えるために努力を払ったが、後進を育てず、フィールドワークも行わず、現在では忘れられた学者になっている[17]。アルフレッド・L・クローバーによると、ブリントンは当時としては優れた研究を発表していたのであり、現代の言語学者や民族誌学者から忘れられているのは不当とする[18]。